# Saint-Just-sur-Viaur
Saint-Just-sur-Viaur – miejscowość i gmina we Francji, w regionie Oksytania, w departamencie Aveyron. W 2013 roku jej populacja wynosiła 216 mieszkańców. Na terenie gminy do Viaur uchodzi rzeka Céor. 